# Shkodra Elektronike
Shkodra Elektronike je albánské folktronické hudební duo založené v roce 2019 ve Skadaru. Tvoří jej Kolë Laca (* 7. května 1972) a Beatriçe Gjergji (* 9. září 1990). Duo s písní „Zjerm“ reprezentovalo Albánii na Eurovision Song Contest 2025, kde skončilo na osmém místě se ziskem 218 bodů.

## Kariéra

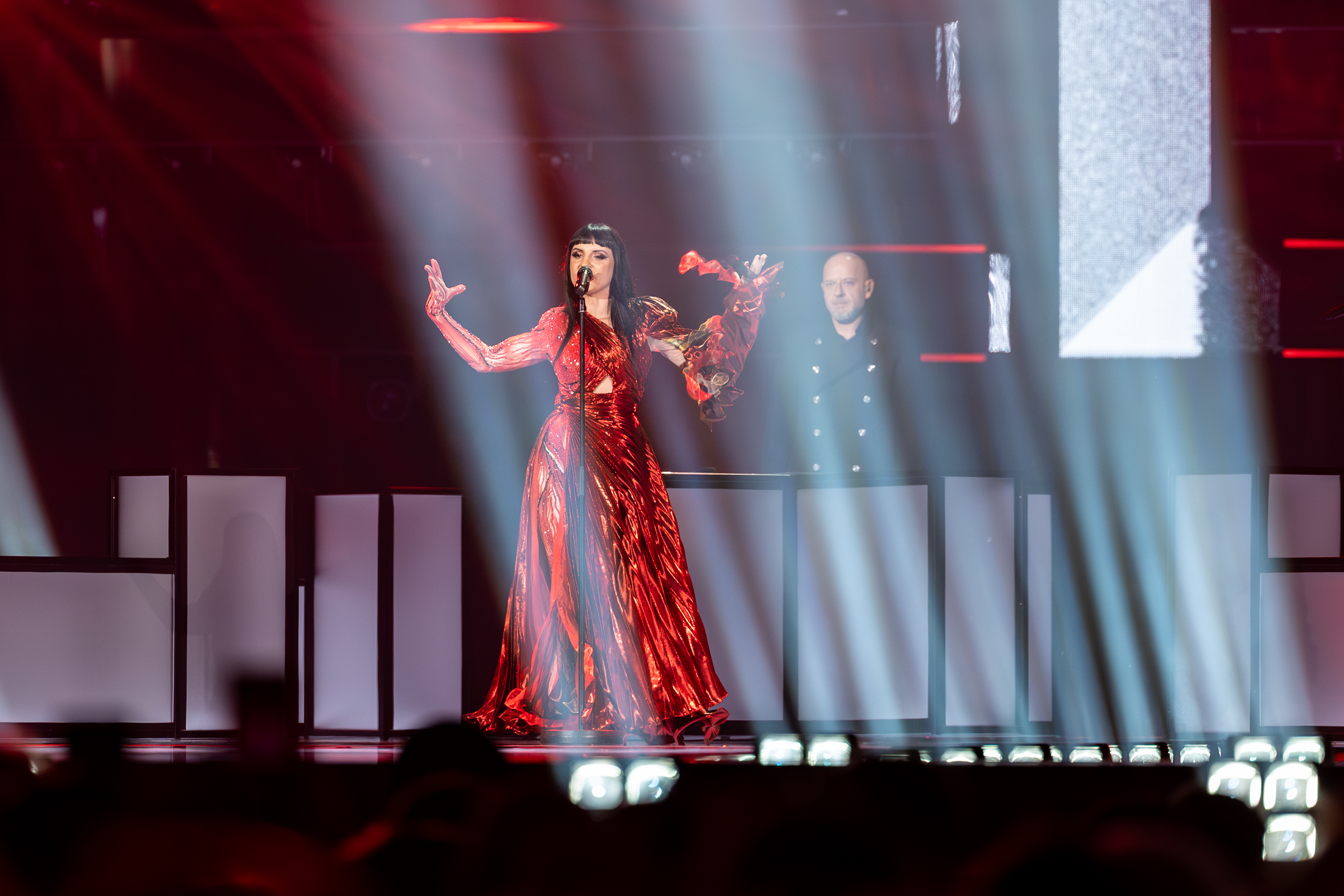
Duo při vystoupení na Eurovision Song Contest 2025 v Basileji

Duo je původem ze Skadaru v severní Albánii. Oba jeho členové jsou albánští imigranti, kteří vyrůstali v Itálii a mají dvojí občanství. Popularitu v Albánii si získali vydáním úspěšných singlů jako „Ku e Gjeta Vedin“ a „Synin si Qershia“ v roce 2020, postupně také začali vystupovat na různých mezinárodních festivalech.
Laca a Gjergji jsou autory písně „E jemja nuse“, kterou na 60. ročníku soutěže Festivali i Këngës interpretovala albánská zpěvačka Rezarta Smaja, při čemž obsadila třetí místo. V roce 2022 skupina vydala své debutové EP Live @ Uzina, jehož hlavním singlem byla skladba „Turtulleshë“.

### Eurovision Song Contest 2025
V roce 2024 byla Shkodra Elektronike vybrána k účasti na 63. ročníku soutěže Festivali i Këngës s písní „Zjerm“. Dne 21. prosince 2024 si zajistila účast ve finále a nakonec celý festival vyhrála, čímž získala právo reprezentovat Albánii na Eurovision Song Contest 2025. Ve finále Eurovize duo obsadilo osmé místo s celkovým počtem 218 bodů, což byl nejlepší výsledek Albánie od roku 2012.
Ačkoli v Eurovizi nezvítězili, obdrželi velmi pozitivní recenze od kritiků. V článku společnosti CNN s titulem All 26 Eurovision songs, ranked from worst to first (Všech 26 písní Eurovize, seřazeno od nejhorší po nejlepší) byla jejich píseň „Zjerm“ označena za vůbec nejlepší soutěžní skladbu. Článek zdůraznil jedinečné spojení dvojice i sugestivní text jejich písně a poukázal na jejich potenciál přinést Albánii vítězství. CNN zároveň citovalo Gjergji, která vyjádřila silné emoce a tlak spojený s vystupováním na scéně soutěže, přičemž zároveň zmínila jejich rozporuplný vztah k běžné tvorbě spojené s touto soutěží. To přispělo k jejich výjimečnosti a přineslo jim značnou přízeň fanoušků.

## Hudební styl
Hudební styl skupiny Shkodra Elektronike se vyznačuje spojením žánrů, jako je elektronická hudba, pop, ale také tradiční albánské hudby. Je postavena na chytlavých melodiích, poutavých rytmech a textech, které se často věnují tématům, jako láska či každodenní život. Základem projektu je vášeň této dvojice pro novodobé zpracování tradičních písní z oblasti Skadaru v současném elektronickém stylu.

## Diskografie

### EP
- 2022: Live @ Uzina
- 2025: Shndrit!

### Singly
- 2020: „Ku e gjeta vedin“
- 2020: „Synin i qershia“
- 2022: „Turtulleshë“
- 2023: „Vaj si kenka ba dynjaja“ (feat. Fanfara Tirana)
- 2024: „Zjerm“